# جيمس بايلي
جيمس بايلي (بالإنجليزية: James Bayley)‏ هو سياسي أسترالي، ولد في 26 مارس 1882 في أستراليا، وتوفي في 14 يناير 1968 ببريزبان في أستراليا. حزبياً، نشط في Nationalist Party (Australia) ‏. وقد انتخب عضو مجلس النواب الأسترالي عن دائرة أوكسلي ‏ (5 مايو 1917 – 19 ديسمبر 1931) وانتخب عضو المجلس التشريعي ولاية كوينزلاند عن دائرة Electoral district of Wynnum ‏ (29 أبريل 1933 – 11 مايو 1935).